# 논느억 해변

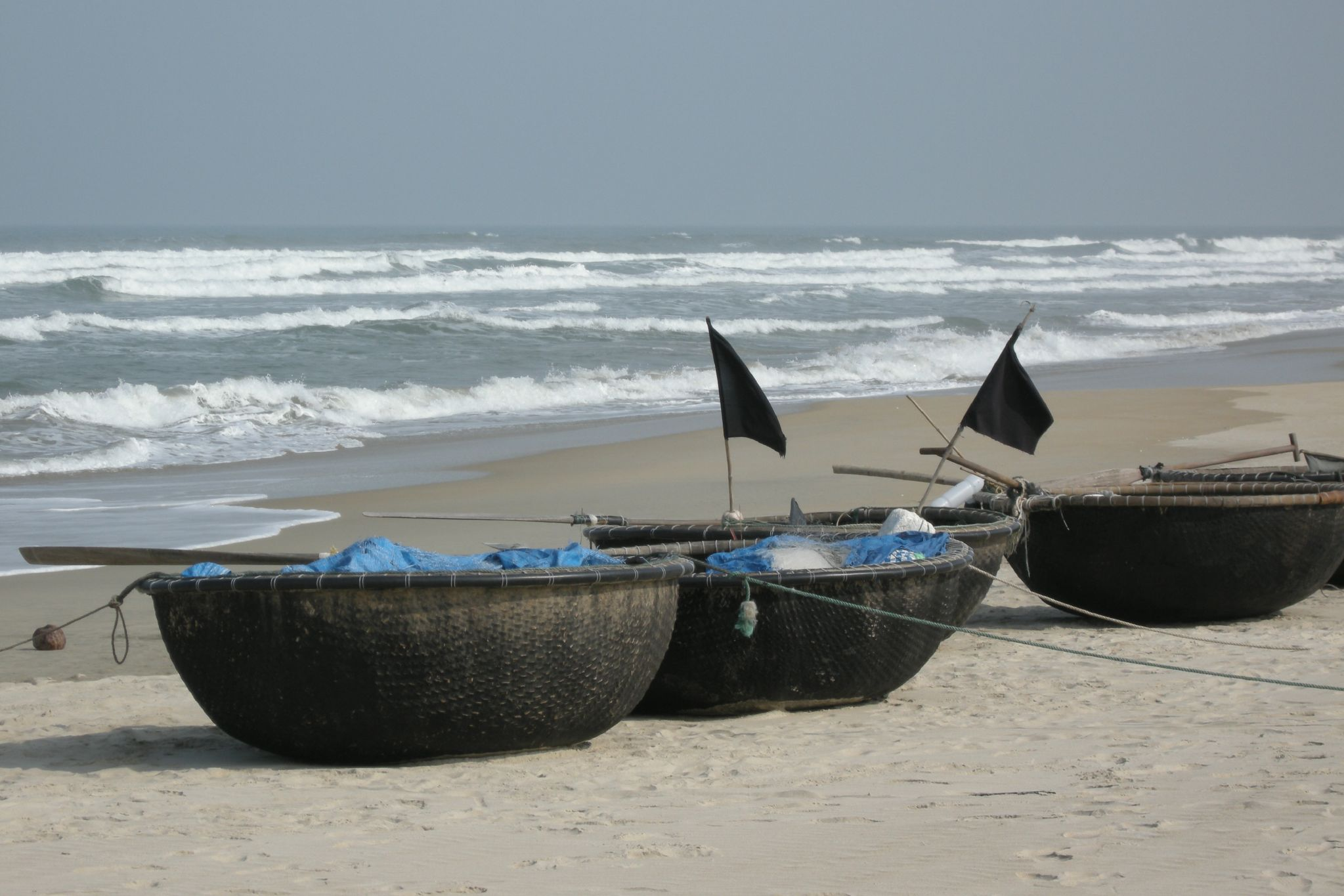
논느억 해변

논느억 해변(Bãi biển Non Nước)은 다낭시 응우하인선군 호아하이방에 위치한 아름다운 해변이다.

## 개요
논느억 해변은 응우옌하인선군의 5km 길이의 해변으로 공기 좋은 언덕이 있는 리조트를 가지고 있다. 고운 백사장 모래를 가지고 있으며, 남쪽으로는 디엔응옥방의 바다, 북쪽으로는 박미안 바다가 있다. 논느억 해변은 완만하고 파도가 잔잔하다. 바닷물은 오염되지 않고 깨끗하며 국내외 관광객을 끌어들인다.

## 같이 보기
- 박미안 해변
- 미케 해변